# Prince Polley
Prince Polley (Acra, Ghana, 5 de abril de 1969) es un exfutbolista de Ghana que jugaba en la posición de delantero centro. Es el padre del también futbolista Robin Polley.

## Carrera

### Club
| Periodo   | Club             |
| --------- | ---------------- |
| 1984-1988 | Asante Kotoko SC |
| 1988-1990 | Sparta Rotterdam |
| 1990-1991 | K Beerschot VAC  |
| 1991-1992 | Germinal Ekeren  |
| 1992-1994 | FC Twente        |
| 1994–1995 | SC Heerenveen    |
| 1995–1997 | SBV Excelsior    |
| 1997–1998 | VV Heerjansdam   |
| 1998–1999 | FC Aarau         |

### Selección nacional
Jugó para Ghana en 13 ocasiones de 1990 a 1995 y anotó seis goles; participó en dos ediciones de la Copa Africana de Naciones.

## Logros
- Liga de fútbol de Ghana (2): 1986, 1987